# Atletica leggera ai Giochi della X Olimpiade - Lancio del disco maschile
La competizione del lancio del disco maschile di atletica leggera ai Giochi della X Olimpiade si tenne il 3 agosto 1932 al Memorial Coliseum di Los Angeles.

## L'eccellenza mondiale
| Campione olimpico 1928  | 47,32        | Clarence Houser | Rit. 1929 |
| Primatista mondiale     | 51,73 (1930) | Paul Jessup     | Presente  |
| Primatista stagionale   | 50,73 (1932) | József Remecz   | Presente  |
| Vincitore selezioni USA | 50,46        | John Anderson   | Presente  |

1. ↑  Stabilita il 19 giugno, la prestazione non fu omologata dalla IAAF, per cui fu valida solo come primato nazionale.

## Turno eliminatorio
I diciotto lanciatori iscritti sono ammessi direttamente alla finale.

## Finale
La gara è segnata da una grave svista dei giudici di gara. Un lancio di oltre 48 metri del francese Jules Noël, che gli avrebbe valso il terzo posto, non viene misurato solo perché al momento del lancio il giudice sul campo stava guardando cosa succedeva nella pedana del salto con l'asta, dov'era in corso un testa-a-testa tra l'americano e un giapponese. A Noël viene concesso un lancio supplementare, che non gli servirà per riparare il torto subito. Finirà quarto.
| Pos.    | Atleta                | Età | Nazione        | Misura | Lanci | Lanci | Lanci | Lanci | Lanci | Lanci |
| Pos.    | Atleta                | Età | Nazione        | Misura | 1°    | 2°    | 3°    | 4°    | 5°    | 6°    |
| ------- | --------------------- | --- | -------------- | ------ | ----- | ----- | ----- | ----- | ----- | ----- |
| Oro     | John Anderson         | 25  | Stati Uniti    | 49,49  | 47,87 | 48,86 | 49,39 | 49,49 | 48,72 | 47,98 |
| Argento | Henri LaBorde         | 22  | Stati Uniti    | 48,47  | 48,23 | N     | 48,45 | N     | 48,47 | 47,15 |
| Bronzo  | Paul Winter           | 26  | Francia        | 47,85  | 45,89 | 47,16 | 46,72 | 47,34 | 42,45 | 47,85 |
| 4       | Jules Noël            | 29  | Francia        | 47,74  | 44,85 | 44,26 | 46,42 | 47,74 | 45,07 | 46,38 |
| 5       | István Donogán        | 34  | Ungheria       | 47,08  | N     | 44,25 | 47,08 | N     | N     | N     |
| 6       | Endre Madarász        | 22  | Ungheria       | 46,52  | 39,32 | 46,52 | 40,51 | 44,50 | N     | N     |
| 7       | Kalevi Kotkas         | 18  | Finlandia      | 45,87  | 43,62 | 45,87 | 42,44 |       |       |       |
| 8       | Paul Jessup           | 23  | Stati Uniti    | 45,25  | 39,14 | 43,97 | 45,25 |       |       |       |
| 9       | József Remetz         | 25  | Ungheria       | 45,02  | 43,65 | 45,02 | N     |       |       |       |
| 10      | Emil Janausch         | 31  | Austria        | 44,82  | 43,06 | 41,80 | 44,82 |       |       |       |
| 11      | Hans-Heinrich Sievert | 22  | Germania       | 44,51  | N     | 38,92 | 44,51 |       |       |       |
| 12      | Harry Hart            | 26  | Sudafrica      | 43,33  | 35,26 | 43,33 | 39,24 |       |       |       |
| 13      | Zygmunt Heljasz       | 23  | Polonia        | 42,59  | 42,59 | N     | 41,55 |       |       |       |
| 14      | Emil Hirschfeld       | 28  | Germania       | 42,42  | N     | 42,42 | 41,74 |       |       |       |
| 15      | František Douda       | 23  | Cecoslovacchia | 42,39  | 41,60 | 42,39 | N     |       |       |       |
| 16      | Clément Duhour        | 20  | Francia        | 40,22  | N     | 38,92 | 40,22 |       |       |       |
| 17      | Veljko Narančić       | 34  | Jugoslavia     | 36,51  | 36,51 | 34,52 | N     |       |       |       |
| 18      | Pedro Elsa            | 30  | Argentina      | 34,36  | n/d   | n/d   | n/d   |       |       |       |